# Святой Иоанн Креститель (картина Тициана)
«Святой Иоанн Креститель» (итал. San Giovanni Battista) — картина Тициана, написанная, вероятно, в начале 1540-х годов масляными красками на холсте размером 201×134 см. На полотне изображён святой Иоанн Креститель с лежащим у его ног ягнёнком. С 1807 года хранится в Галерее Академии в Венеции.

## История
Картина была создана в качестве запрестольного образа капеллы Святого Иоанна Крестителя (справа от пресвитерия) в церкви Санта-Мария-Маджоре в Венеции. Заказчиками полотна и патронами капеллы до конца XVI века были представители семьи Полани. В 1807 году наполеоновская администрация попыталась перенести картину в миланскую галерею Брера, но была вынуждена уступить протестам членов Венецианской академии. Тогда же полотно было передано собранию Галереи Академии в Венеции.
Первый биограф Тициана Лодовико Дольче в 1557 году писал, что «в отношении рисунка и колорита этот образ почитается наиболее красивым и совершенным из когда-либо существовавших произведений».
В 1568 году Вазари упомянул картину во втором издании «Жизнеописаний»: «Для церкви Санта Мариа Маджоре он [Тициан] написал картину, изображающую св. Иоанна Крестителя в пустыне среди скал, ягненка, который кажется живым, и кусочек дальнего пейзажа с несколькими прелестнейшими деревьями над берегом реки».
Документов с указанием времени создания картины нет. Исходя из стилистических особенностей, её традиционно датируют началом 1540-х годов. Другие критики относят её к 1530—1532 годам, поскольку после присвоения ему рыцарского достоинства в 1533 году Тициан стал использовать другой, латинизированный вариант подписи. Третьи датируют картину началом 1550-х годов.

## Описание
На переднем плане картины изображена статная фигура Святого Иоанна Крестителя, который поднял руку, чтобы со словами «вот Агнец Божий», указать на Иисуса Христа, идущего к реке Иордан креститься. В подтверждение слов святого у его ног изображён белый ягнёнок. Одетый в шкуру отшельник держит тростниковый посох, связанный в виде креста. За ним изображён лесной пейзаж. Скала, написанная слева от святого, разрезает полотно по вертикали и своим тёмным профилем выделяет фигуру отшельника, придавая всей композиции глубину. Справа открывается пейзаж с водопадом, лиственными деревьями, горами и облаками. Ручей напоминает о миссии Иоанна Крестителя. Внизу на камне под левой ногой отшельника стоит подпись автора — «Тицианус» (лат. Ticianus).
Картине свойственна сжатая пространственность, усиливающая пластическое присутствие фигуры на переднем плане, и характерная для маньеризма символика. В эти годы художник стремится соединить достоинства анатомически акцентированного тосканского рисунка с яркой венецианской колористической традицией. В отличие от традиционной иконографии Креститель изображён не измождённым аскетом, а мужчиной с крепким телосложением, проповедником в ораторской позе — типичной для древнеримской скульптуры. Скульптурные образцы называют важным источником мотивов для творчества Тициана этого периода, а ближайшим прототипом для «Иоанна Крестителя» — фигуру «Воскресшего Христа» Микеланджело. 